# Chinderi

Chinderi (alternativt Kyinderi eller Chindiri) är en ort i östra Ghana. Den är huvudort för distriktet Krachi Nchumuru, och folkmängden uppgick till 3 634 invånare vid folkräkningen 2010.